# Roberto Molina Carrasco
Roberto Molina Carrasco (ur. 5 czerwca 1960) w Arrecife) – hiszpański żeglarz sportowy, złoty z medalista olimpijski z Los Angeles.
Zawody w 1984 były jego jedynymi igrzyskami olimpijskimi. Zajął 1. miejsce w klasie 470, załogę tworzył również Luis Doreste Blanco.